# Eduard Janota
Eduard Janota (13 maart 1952 – 20 mei 2011) was een Tsjechisch econoom en voormalig minister van Financiën.
In 1978 trad Janota in dienst bij het Ministerie van Financiën. Hier werd hij in 1999 benoemd tot onderminister en uiteindelijk tot minister op 8 mei 2009 voor iets meer dan een jaar in de regering van Jan Fischer.
Janota overleed onverwachts op 59-jarige leeftijd tijdens het tennissen.
- Nationale Bibliotheek van Tsjechië: js20100218004
- Virtual International Authority File: 107472455